# Trasa Łagiewnicka

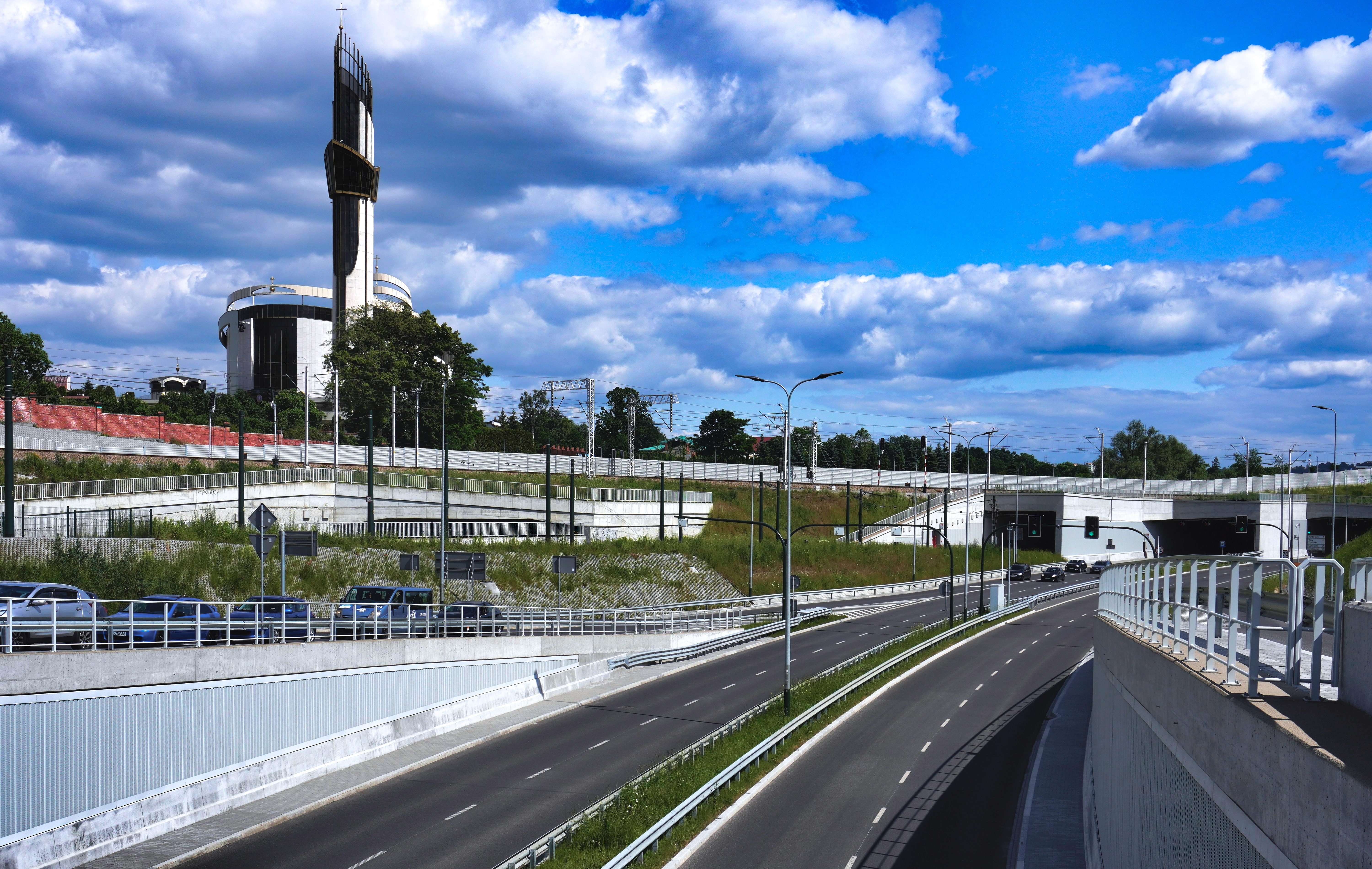
Trasa Łagiewnicka między Ruczajem a Łagiewnikami

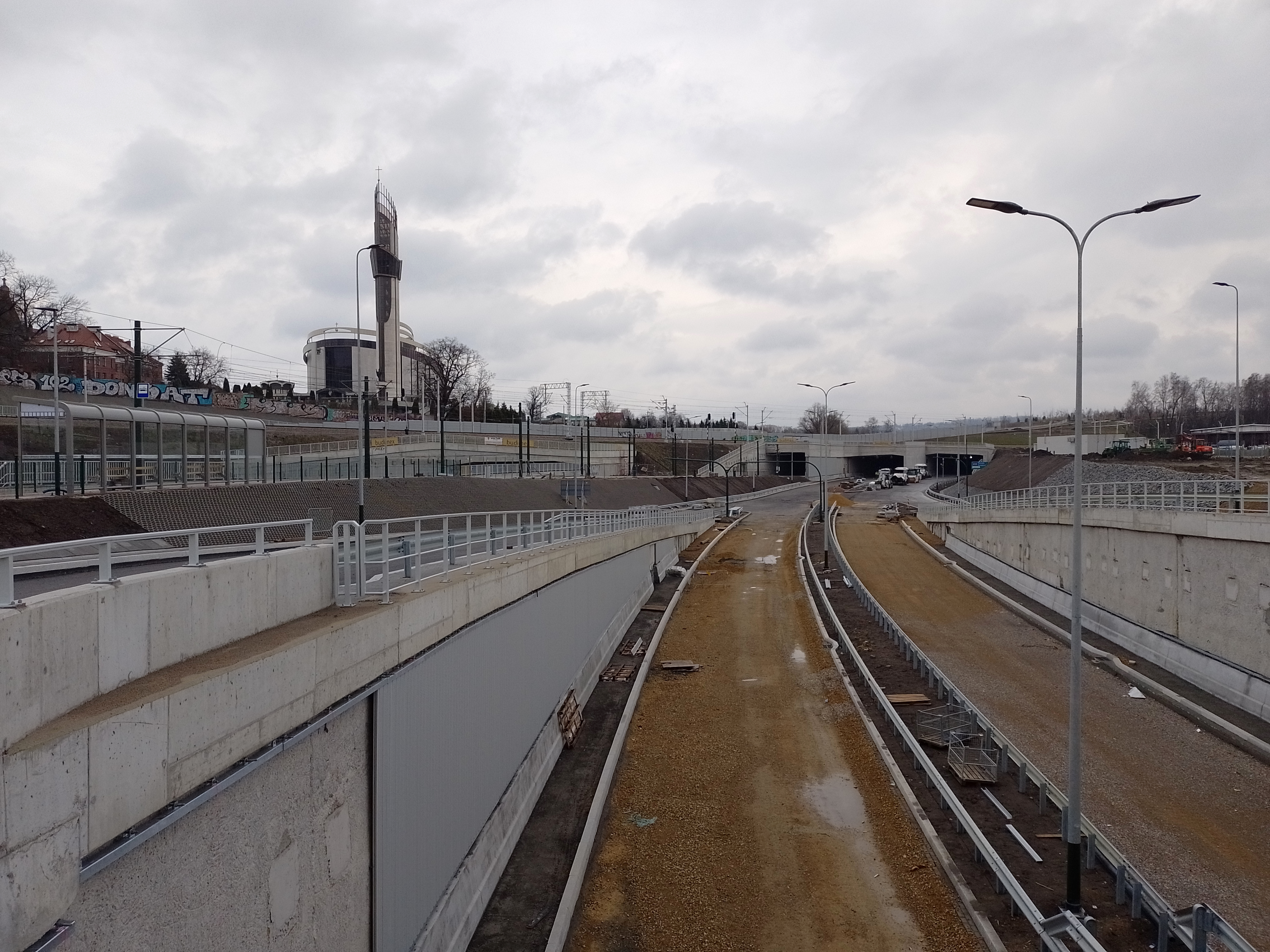
Budowa Trasy Łagiewnickiej w rejonie skrzyżowania z Zakopiańską – widok w kierunku Kurdwanowa (kwiecień 2022)

Trasa Łagiewnicka – trasa w Krakowie, na odcinku od ul. Grota-Roweckiego do skrzyżowania ulic Witosa, Halszki i Beskidzkiej, o długości 3,5 km, będąca elementem południowej obwodnicy Krakowa, trasa budowana była od 2018 do 2022 roku.
1 lutego 2017 roku została podpisana umowa kredytowa. Trasa miała zostać ukończona w lipcu 2022 roku. Jej budową zajmuje się konsorcjum firm Budimex SA i Ferrovial Agroman SA. Koszt budowy ma wynieść 802 mln zł. W przyszłości, wraz z planowaną trasą Zwierzyniecką i Pychowicką, domknie trzecią obwodnicę miasta. 22 lutego 2018 roku Spółka Trasa Łagiewnicka S.A. przekazała wykonawcy teren pod budowę. Pierwsze zostaną wykonane prace porządkowe, rozbiórka obiektów budowlanych niewymagających decyzji administracyjnych oraz działania dopuszczone ustawą o ochronie przyrody. Ponadto wykonawcy przekazano teren pod realizację robót, zgodnie z zakresem określonym w prawomocnej decyzji ZRID nr 18/4/2015 z 30 października 2015 roku.
W ramach inwestycji zbudowano:
- ulicy głównej przyspieszonej GP 2 × 3 (dwie jezdnie po trzy pasy ruchu) o długości ok. 3,7 km od ul. Grota Roweckiego do skrzyżowania ulic: Witosa, Halszki, Beskidzka wraz z linią tramwajową na odcinku od pętli przy ul. Witosa do ul. Zakopiańskiej o długości ok. 1,7 km, w tym:
  - budowa ok. 0,4 km tunelu na odcinku od ul. Grota Roweckiego do ul. Kobierzyńskiej,
  - budowa ok. 0,6 km tunelu na odcinku pomiędzy węzłem z ul. Nowoobozową i ul. Zakopiańską,

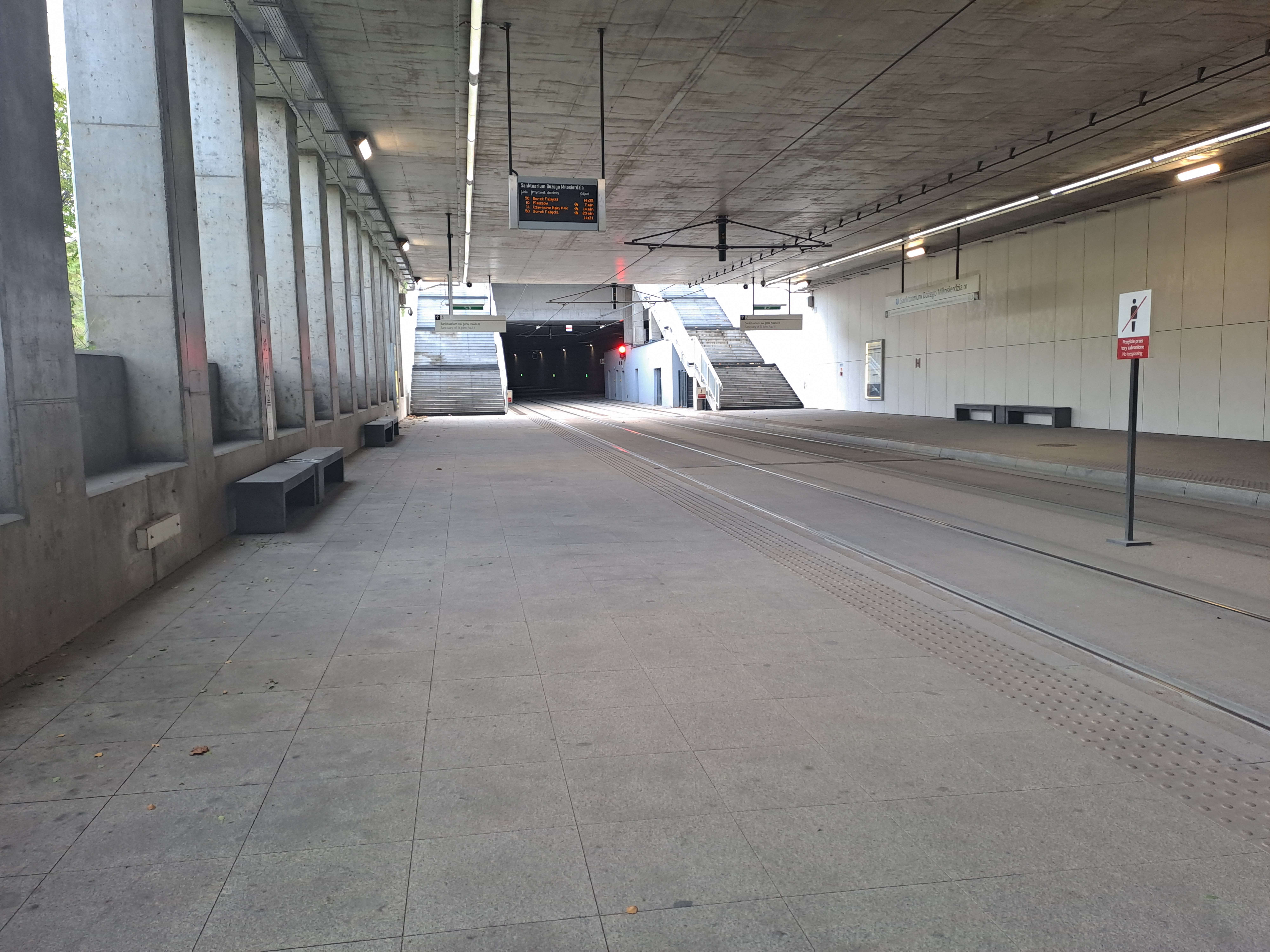
Przystanek "Sanktuarium Bożego Miłosierdzia" w tunelu tramwajowym, widok w kierunku Kurdwanowa.

  - Przystanek "Sanktuarium Bożego Miłosierdzia" w tunelu tramwajowym, widok w kierunku Kurdwanowa.budowa ok. 0,7 km tunelu drogowego i równolegle tunelu tramwajowego od linii kolejowej Kraków Płaszów – Oświęcim do mostu na rzece Wildze, pod terenem Sanktuarium Bożego Miłosierdzia oraz Centrum Jana Pawła II[6],
- budowa ok. 0,25 km tunelu pod skrzyżowaniem z ulicami: Turowicza i Herberta – budowa węzłów drogowych zapewniających bezkolizyjne przeprowadzenie ruchu kołowego na ciągu III Obwodnicy: zespolony węzeł „Ruczaj” (Trasa Pychowicka, ul. Grota Roweckiego, ul. Kobierzyńska, Trasa Łagiewnicka), węzeł „Cegielniana” (ul. 8 Pułku Ułanów – robocza nazwa ul. Nowoobozowa, Trasa Łagiewnicka), węzeł „Solvay” (Trasa Łagiewnicka, ul. Zakopiańska), zespolony węzeł „Łagiewniki” (Trasa Łagiewnicka, ul. Turowicza, ul. Halszki, ul. Witosa oraz ulice doprowadzające ruch do Centrum Jana Pawła II),
- budowa nowego zintegrowanego przystanku kolejowo-tramwajowo-autobusowego wraz z mini-centrum obsług podróżnych,
- przebudowa ul. Zakopiańskiej na długości ok. 0,9 km – budowa kładki pieszo-rowerowej na wysokości włączenia ulic: Ruczaj i Pszczelnej o długości ok. 0,5 km.

Pierwotnie trasa miała zostać oddana do użytku pod koniec 2020 roku, jednak ze względu na opóźnienia nastąpiło to 27 sierpnia 2022 roku.